# スウィング・キッズ (2018年の映画)
『スウィング・キッズ』（原題：스윙키즈）は、2018年公開の韓国映画。朝鮮戦争下の捕虜収容所を舞台に、収容所のイメージアップのために寄せ集められた国籍も年齢も異なるタップダンスチームの奮闘を描いたダンスムービー。『過速スキャンダル』や『サニー 永遠の仲間たち』などで知られる映画監督カン・ヒョンチョルの4作目の長編監督作品。韓国映画で初めてビートルズの原曲が使用されたほか、ベニー・グッドマンのジャズナンバーやデヴィッド・ボウイなどの楽曲も作中に登場する。
日本では2020年に公開。

## ストーリー
1951年、朝鮮戦争下の最大規模の巨済捕虜収容所。新しく赴任した所長（ロス・ケトル）は収容所の対外的なイメージアップのため、戦争捕虜たちによるダンスチーム結成プロジェクトを計画する。
北朝鮮兵士のロ・ギス（D.O.）は収容所で一番のトラブルメイカーだが、かつてブロードウェイのタップダンサーだった米軍下士官のジャクソン（ジャレッド・グライムス）のタップダンスに惹かれ、チームに参加する。4か国語が話せる無認可の通訳士ヤン・パンネ（パク・ヘス）、生き別れた妻を捜すために有名になることを望むカン・ビョンサム（オ・ジョンセ）、ダンスの才能を持ちながら1分以上踊れない栄養失調の中国人兵士シャオパン（キム・ミノ）も参加。かくして、年齢・国籍・イデオロギー・ダンスの能力までバラバラなタップダンスチーム「スウィング・キッズ」が誕生し、デビュー公演を行うことになる。

## キャスト
- D.O.（EXO）：ロ・ギス
- ジャレッド・グライムス：ジャクソン
- パク・ヘス（朝鮮語版）：ヤン・パンネ
- オ・ジョンセ（朝鮮語版）：カン・ビョンサム
- キム・ミノ（朝鮮語版）：シャオパン
- ロス・ケトル：所長
- A.J.シモンズ：ジェイミー
- ソン・ジェリュン（朝鮮語版）：サムシク
- イ・ギュソン：マンチョル
- イ・デビッド（朝鮮語版）：グァングク
- イ・ユルリン：ファン・ギドン
- キム・ドンゴン：ロ・ギジン
- パク・ジンジュ（朝鮮語版）：リンダ
- チュ・ヘウン（朝鮮語版）：梅
- パク・ヒョンス：通訳
- イ・ドンヨン（朝鮮語版）：闇商人
- チェ・ウンギョン：ナンシー
- イ・ランソ：ステイシー
- イム・ソヨン：キャンディ
- キム・ウンジュ：ウェンディ
- パク・ジウン：バーバラ
- オ・ギョンファ：ジュリア
- キム・ミンジェ：ロ・ギジン（声）　※友情出演
- チャン・ミンウク（朝鮮語版）：応援団

## 製作・公開
撮影は2017年10月18日に開始され、2018年2月20日に韓国京畿道安城で終了した。
2018年12月19日に韓国で公開。日本、アメリカ、カナダ、オーストラリア、シンガポール、マレーシア、インドネシアを含む23の国と地域で公開され、2019年1月には香港とマカオでも公開された。また、2019年8月19日に行われた第1回平昌国際平和映画祭（PIPFF）でも上映された。日本では2020年2月21日公開。

## 受賞

### 2018年度
- 第40回青龍映画賞：撮影照明賞（キム・ジヨン、チュ・ギュヨン）
- 題40回青龍映画賞：編集賞（ナム・ナヨン）
- 第55回百想芸術大賞：映画部門 監督賞（カン・ヒョンチョル）
- 第39回韓国映画評論家協会賞：音楽賞（キム・ジュンソク）
- 第39回韓国映画評論家協会賞：技術賞（パク・イルヒョン）
- 第39回韓国映画評論家協会賞：助演男優賞（オ・ジョンセ）
- 第39回黄金撮影賞：新人女優賞（パク・ヘス）